# Ren Qian
Ren Qian (kinesiska: 任茜), född 20 februari 2001 i Sichuan är en kinesisk simhoppare. Hon vann en guldmedalj i höga hopp vid de olympiska sommarspelen 2016 i Rio de Janeiro. Ren har även vunnit en silvermedalj i höga hopp vid världsmästerskapen i simsport 2015 i Kazan. Vid världsmästerskapen i simsport 2017 i Budapest vann hon två guldmedaljer i synkroniserade höga hopp och en bronsmedalj i individuella höga hopp.